# Liste der denkmalgeschützten Objekte in Bärnkopf
Die Liste der denkmalgeschützten Objekte in Bärnkopf enthält die denkmalgeschützten, unbeweglichen Objekte der Gemeinde Bärnkopf.

## Denkmäler
| Foto |                 | Denkmal                                                     | Standort                                | Beschreibung | Metadaten |
| ---- | --------------- | ----------------------------------------------------------- | --------------------------------------- | --- | --- |
| ja   | Datei hochladen | Pfarrhof HERIS-ID: 49583 Objekt-ID: 53455                   | Bärnkopf 1 Standort KG: Bärnkopf        | Der späthistoristische Pfarrhof wurde östlich der Kirche um 1905 erbaut. In Verwahrung befinden sich eine barocke Figur Hl. Josef aus dem 17. Jahrhundert (?) sowie ein Ölbild Hl. Joachim und Maria auf der Weltkugel aus der Zeit um 1700.  | BDA-Hist.: Q38034758 Status: § 2a Stand der BDA-Liste: 2025-06-30 Name: Pfarrhof GstNr.: .166 Pfarrhof Bärnkopf                      |
| ja   | Datei hochladen | Kath. Pfarrkirche hl. Anna HERIS-ID: 49584 Objekt-ID: 53457 | Bärnkopf 1, neben Standort KG: Bärnkopf | Die Pfarrkirche in der Ortsmitte ist ein Rechteckbau von 1854 mit dreiseitigem Schluss. Sie erhielt 1903 ihren eingeschoßigen, achtseitigen Westturm, der sich über dem First des Langhauses erhebt und von einem Pyramidenhelm bekrönt wird. | BDA-Hist.: Q28584538 Status: § 2a Stand der BDA-Liste: 2025-06-30 Name: Kath. Pfarrkirche hl. Anna GstNr.: .113 Pfarrkirche Bärnkopf |